# یواس‌اس سالی (دی‌دی-۷۰۷)
یواس‌اس سالی (دی‌دی-۷۰۷) (به انگلیسی: USS Soley (DD-707)) یک کشتی بود که طول آن ۱۱۴٫۸ متر (۳۷۷ فوت) بود. این کشتی در سال ۱۹۴۴ ساخته شد.